# Operación Josué
Operación Josué fue una misión llevada a cabo en 1985 con el objetivo de traslada a 500 judíos etíopes (llamado Beta Israel) de Sudán a Israel.
George H. W. Bush, entonces vicepresidente de los Estados Unidos, organizó una misión como continuación de la Operación Moisés llevada a cabo por la Agencia Central de Inteligencia, que había conseguido llevar a 8.000 personas a Israel. En la Operación Josué, se rescató a 500 personas más. Durante los cinco años posteriores al traslado, la emigración de los judíos etíopes se quedó en punto muerto. Todas los esfuerzos por parte de Beta Israel chocaron con las decisiones del dictador Mengistu Haile Mariam.
En 1991 pudieron reanudarse los traslados bajo la Operación Salomón, después de que Mengistu perdiera el poder.